# Université de tous les savoirs

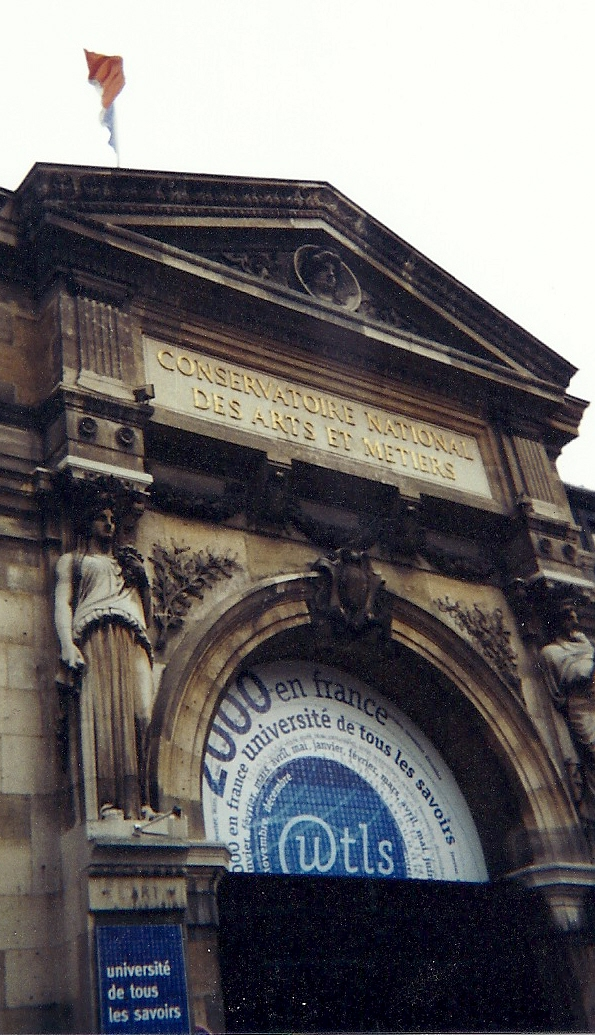
Université de tous les savoirs, Conservatoire national des arts et métiers, Paris, 2000.

L'Université de tous les savoirs (2000), UTLS, est un ensemble de 366 leçons magistrales données au Conservatoire national des arts et métiers (ministère de l'Enseignement supérieur et de la Recherche) à Paris, du 1er janvier 2000 au 31 décembre 2000. Organisées par la Mission 2000 en France (ministère de la Culture), ces leçons, données par les spécialistes majeurs du monde francophone, portent sur tous les aspects de la connaissance humaine.

## Université de tous les savoirs (2000)
Initié par Jean-Jacques Aillagon dans le cadre la Mission 2000 en France, le projet a été mené sous la direction du philosophe Yves Michaud. L’Université de tous les savoirs a été créée en l’an 2000 pour marquer le passage au XXIe siècle par une grande encyclopédie vivante de 366 leçons magistrales, une pour chaque jour de l’année, données au Conservatoire national des arts et métiers, institution fondée par l'abbé Grégoire héritier de l'esprit des encyclopédistes.
Durant toute l'année 2000, dans l'amphithéâtre Paul Painlevé du Conservatoire national des arts et métiers à Paris, l'Université de tous les savoirs a accueilli plusieurs membres de l'Institut (Académie des sciences) et des professeurs comme : Claude Cohen-Tannoudji, Serge Haroche, Pierre-Gilles de Gennes, Jean-Marie Lehn, François Jacob, Luc Montagnier (tous prix Nobel ou futurs prix Nobel) ; Pierre-Louis Lions, Alain Connes (médailles Fields) ; Yves Meyer (futur prix Abel).
Un partenariat avec France-Culture a donné lieu toute l'année 2000 à une quotidienne homonyme, produite par Catherine Paoletti, d'entretiens singuliers complémentaires aux conférences.

## L'association «UTLS-La suite» (2001-2013)
L'association « UTLS-La suite » a été créée le 22 mars 2001 avec comme objectifs d'organiser des conférences présentant à un large public la recherche actuelle et de diffuser les savoirs vers le grand public. Elle a cessé son activité le 29 septembre 2013.
Au  conseil d'administration de l'association ont siégé : 
- Yves Michaud, vice-président chargé de la programmation, professeur des universités
- Catherine Labrusse-Riou, vice-présidente chargée des affaires administratives et financières professeur des facultés de droit
- Daniel Malingre, président, conseiller-maître à la cour des comptes

Au 31 décembre 2007, l’assemblée générale de l'association était notamment composée de : 
- Jean-Jacques Aillagon, président du château de Versailles, ancien ministre de la Culture
- François Amblard, Institut Curie
- Florence Bellivier, université Paris 10
- Pierre Binetruy, Laboratoire de physique théorique, université de Paris Sud Orsay, IN2P3
- Jean-Benoit Bost, mathématicien, université de Paris Sud Orsay
- Jean Dalibard, Laboratoire des atomes froids, École normale supérieure
- Jean-Luc Domenach, chercheur à la fondation nationale des sciences politiques en Chine
- Serge Haroche, professeur de physique au Collège de France
- Didier Houssin, professeur de médecine, délégué interministériel à la lutte contre la grippe aviaire
- Claude Jaupart, volcanologue, géophysicien, Institut de physique du globe de Paris
- Catherine Labrusse-Riou, vice-présidente chargée des affaires administratives et financières, professeur des facultés de droit
- Daniel Malingre, président, conseiller maître à la Cour des comptes
- Philippe Martin, université Paris 1, TEAM
- Yves Michaud, vice-président chargé de la programmation, professeur des universités
- Jean-Pierre Mohen, conservateur général du Patrimoine, directeur du département rénovation, musée du l'Homme
- Olivier Soubrane, chirurgien, hôpital Cochin
- Alain Trembleau, Laboratoire de développement et évolution du système nerveux de l’École normale supérieure
- Bernard Vaudeville, architecte, ingénieur, École nationale des Ponts et Chaussées
- Claude Weisbuch, physicien, directeur de recherche au CNRS.

### Objectifs et caractéristiques
L’association « UTLS-La suite », en activité de 2001 à 2013, avait pour buts : 
- d’organiser des conférences présentant à un large public la recherche et le savoir actuels ;
- de diffuser les savoirs vers le grand public par tous les moyens techniques ;
- d’apporter toute aide et assistance aux organismes, institutions, associations, communautés, entreprises et personnes qui voudraient organiser des conférences et diffuser des savoirs ;
- de contribuer à la diffusion de la recherche et du savoir francophones.

À partir de 2001, l'association a organisé, avec le soutien du ministère de l’Enseignement supérieur et de la Recherche, de nombreuses conférences proposées gratuitement au grand public par des scientifiques, chercheurs et intellectuels venus faire part de l’état de leurs recherches actuelles.
À partir de 2006, l'association a également organisé des conférences pour les lycées avec le soutien du ministère de l’Éducation nationale et de plusieurs régions : Île-de-France, Provence-Alpes-Côte d'Azur, Aquitaine, Bourgogne, Auvergne, Nord-Pas-de-Calais. Elle a su créer un lien d’information et de sensibilisation entre les lycées et les universités, les lycéens et les chercheurs. Enfin, elle a également créé, avec le concours du ministère de l’Éducation nationale, des séminaires sur le thème : « Respect et autorité dans les classes ».

### Rayonnement
L'association « UTLS-La suite » a réalisé plusieurs opérations avec la presse (écrite, radio, TV, internet). Elle a acquis une très grande visibilité dans les milieux universitaires et intellectuels francophones et dans le monde de l'entreprise. Elle a bénéficié d'un soutien important de la part de l'ensemble du monde de la recherche et de la part des grandes institutions d'enseignement et de recherche. Elle a bénéficié également des soutiens financiers de Sanofi Synthelabo, du groupe Generali Assurances, de la MGEN ou du groupe EADS.
Le CERIMES assure la diffusion des conférences sur Canal-U.

### Francophonie
Au niveau international, l'association « UTLS-La suite » est devenue un modèle repris dans plusieurs pays : en Hongrie, au Brésil, en Finlande, en Tunisie, au Pérou, en Bolivie. Dans le cadre de l'année de la France en Chine elle a été invitée par la plus grande université de Chine (université Tsinghua à Pékin) pour organiser une série de 14 conférences (7 conférences en mai 2005 et 7 conférences en septembre 2005) pour présenter le meilleur de la recherche scientifique française, ainsi qu'en Corée du Sud et au Viêt Nam.
L’association a reçu de grands scientifiques et intellectuels étrangers francophones : le physicien Gerardus 't Hooft (prix Nobel), le sociologue Zygmunt Bauman, le philosophe Peter Sloterdijk, l'historien Eric Hobsbawm, devenant ainsi la vitrine des savoirs francophones.

### Editions
Un grand nombre de ces conférences ont été compilées et publiées aux Éditions Odile Jacob.
Une sélection initiale comporte 6 volumes en grand format :
- Volume 1 : Qu'est-ce que la vie ?
- Volume 2 : Qu'est-ce que l'humain ?
- Volume 3 : Qu'est-ce que la société ?
- Volume 4 : Qu'est-ce que l'Univers ?
- Volume 5 : Qu'est-ce que les technologies ?
- Volume 6 : Qu'est-ce que la culture ?

D'autres sélections de textes ont été faites en grand format et en format de poche.